# Barbara Jakopič
Barbara Jakopič Kraljevič, slovenska gledališka in filmska igralka, * 19. december 1950, Ljubljana.
Leta 1973 je diplomirala na Akademiji za gledališče, radio, film in televizijo v Ljubljani in postala članica ansambla Slovenskega mladinskega gledališča, do leta 1976. Med letoma 1981 in 1987 je bila članica Slovenskega stalnega gledališča v Trstu, med letoma 1989 in 1997 Lutkovnega gledališča Ljubljana, od leta 1997 pa SNG Maribor. Nastopila je v nekaj filmih jugoslovanske produkcije, tudi  Bele trave in  Nasvidenje v naslednji vojni, ter leta 2012 v filmu Šanghaj.

## Filmografija
- Šanghaj (2012, celovečerni igrani film)
- Brezno (1998, celovečerni igrani film)
- Rabljeva freska (1995, celovečerni igrani film)
- Živela svoboda (1987, celovečerni igrani film)
- Prestop (1980, celovečerni igrani film)
- Nasvidenje v naslednji vojni (1980, celovečerni igrani film)
- Bele trave (1976, celovečerni igrani film)